# Cornus mas
Il corniolo (Cornus mas L., 1753) è un arbusto appartenente alla famiglia delle Cornacee.

## Descrizione
I cornioli sono piante piccole, caducifoglie e latifoglie, alte fino a 6 metri e altrettanto estese in larghezza. I rami sono brevi, di colore rosso-bruno; la corteccia è screpolata. Sono piante longeve, possono diventare plurisecolari e hanno una crescita molto lenta.
Le foglie sono semplici, opposte, con un picciolo breve (da 5 a 10 millimetri) e peloso; la forma è ovata o arrotondata, integra e un po' ondulata ai margini, acuminata all'apice; sono ricoperte parzialmente da peluria su entrambe le pagine; sono di colore verde, più chiaro nella parte inferiore; presentano una nervatura al centro e 3 o 4 paia di nervature secondarie.
I fiori odorosi sono ermafroditi (cioè hanno organi per la riproduzione sia maschili sia femminili), a forma di ombrelle semplici e brevi, circondate alla base da un involucro di 4 brattee (foglie modificate che proteggono il fiore), di colore verdognolo sfumato di rosso, che si sviluppano prima della fogliazione. La corolla è a 4 petali acuti, glabri (privi di pelo), di colore giallo-dorato. Fiorisce da febbraio ad aprile.
Il frutto del corniolo è una drupa (frutto carnoso) edule (commestibile), di sapore acidulo, a forma di oliva o di ciliegia oblunga, contenente un unico seme osseo; ha un colore rosso-scarlatto, rosso corallo o anche giallo. I frutti maturano ad agosto.
Il legno è duro e compatto, con alta resistenza, molto usato nei secoli passati.

## Distribuzione e habitat
Il corniolo è specie propria dell'Europa centro-orientale, diffuso sino al Caucaso e all'Asia minore; in Italia si trova in tutta la penisola, ma è più frequente nelle regioni settentrionali.
È una specie che predilige i terreni calcarei; vive in piccoli gruppi nelle radure dei boschi di latifoglie, tra gli arbusti e nelle siepi degli altipiani, sino a circa 1500 metri di altitudine.

## Coltivazione
Il corniolo è coltivato, in giardini e orti, sia come pianta ornamentale che per i suoi frutti commestibili. 
Ama terreni freschi e ombreggiati, calcarei, per cui è facile trovarlo nei boschi d'alta collina o di montagna. Esistono diverse varietà con frutti rossi o gialli, più o meno grandi. È un arbusto rustico, non teme le gelate tardive e resiste agli attacchi di molte malattie.

## Usi
I piccoli frutti rossi vengono lavorati per la produzione di succhi di frutta e di confetture, ottime come accompagnamento al bollito, e per aromatizzare alcuni tipi di alcolici, come ad esempio la grappa. Di nicchia ma pregiata la distillazione diretta dai frutti fermentati. I prezzi di questi prodotti sono relativamente alti a causa della scarsa produzione e del piccolo contenuto di alcool.
È preferibile gustare i frutti giunti a piena maturazione, che si staccano dallo stelo con un leggero tocco di mano o appena caduti.
Il legno del corniolo è di colore bruno-chiaro nelle parti interne (alburno), mentre nella corteccia è rossastro, con anelli poco distinti. È il più duro presente in Europa, molto resistente: viene anche utilizzato per la produzione di pipe. Nel passato era usato per la fabbricazione di pezzi di macchine soggetti a forte usura, per esempio raggi e denti da ruota, e per lavori di tornio. La sarissa, picca usata dalla falange macedone, era in legno di corniolo.
Tutta la pianta ha proprietà tintorie (in giallo). Il corniolo è un'erba officinale.

## Mitologia
- Il cavallo di Troia venne realizzato dai Greci col legno dei cornioli di un bosco sacro ad Apollo situato sul monte Ida.[3]
- Il nodo gordiano, che secondo il mito legava il carro di Gordio a un palo nella città di Gordio, era fatto di corteccia di corniolo.
- Le Capanne del Palatino, rinvenute nel 1948 nel Foro Romano a Roma, corrisponderebbero al santuario della Casa Romuli,[4] nei suoi pressi cresceva il sacro Corniolo, nato dopo che Romolo aveva lanciato un'asta dall'Aventino per provare la sua prestanza. La punta si era conficcata nel terreno in profondità, proprio in prossimità delle "future" capanne, e nessuno di quelli che tentò di estrarla vi riuscì. La terra era così fertile dove si era conficcata, che produsse germogli e poi una grande pianta.[4] Questo albero divenne sacro per i Romani e custodito dai suoi successori come se si trattasse di una delle reliquie più sacre, tanto da essere protetto con un muro.[4]

## Galleria d'immagini
I frutti del corniolo e le foglie:

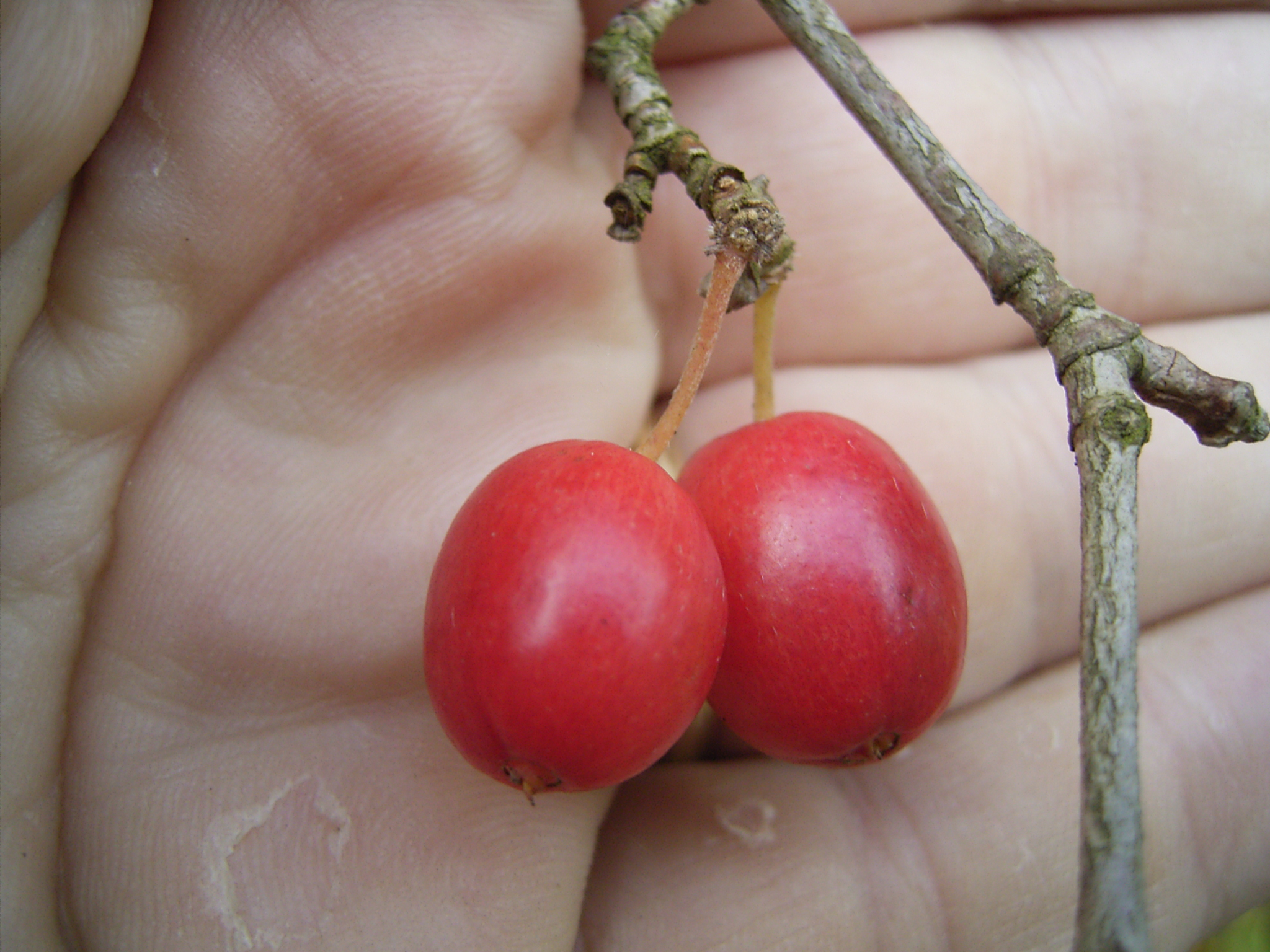
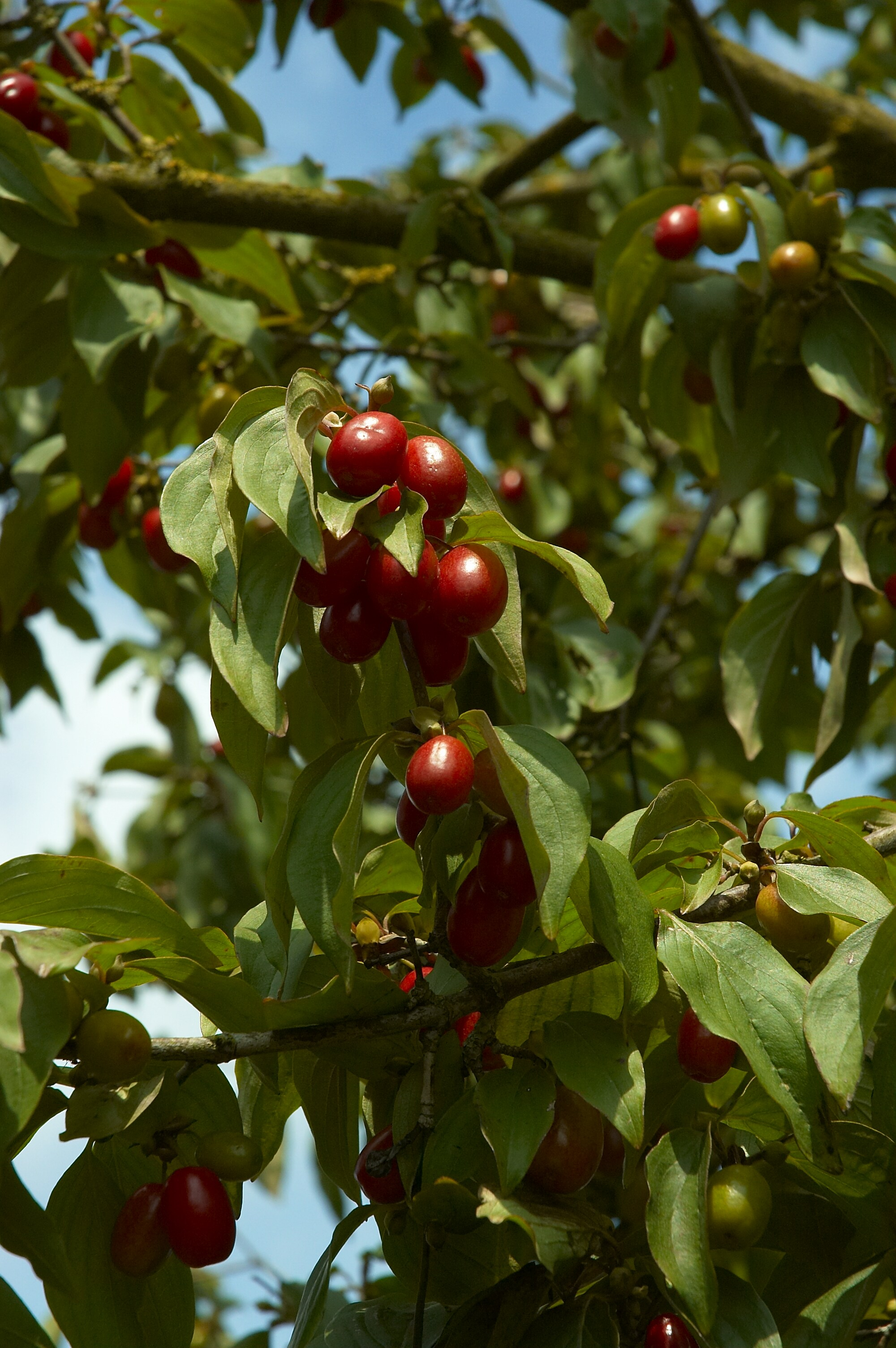
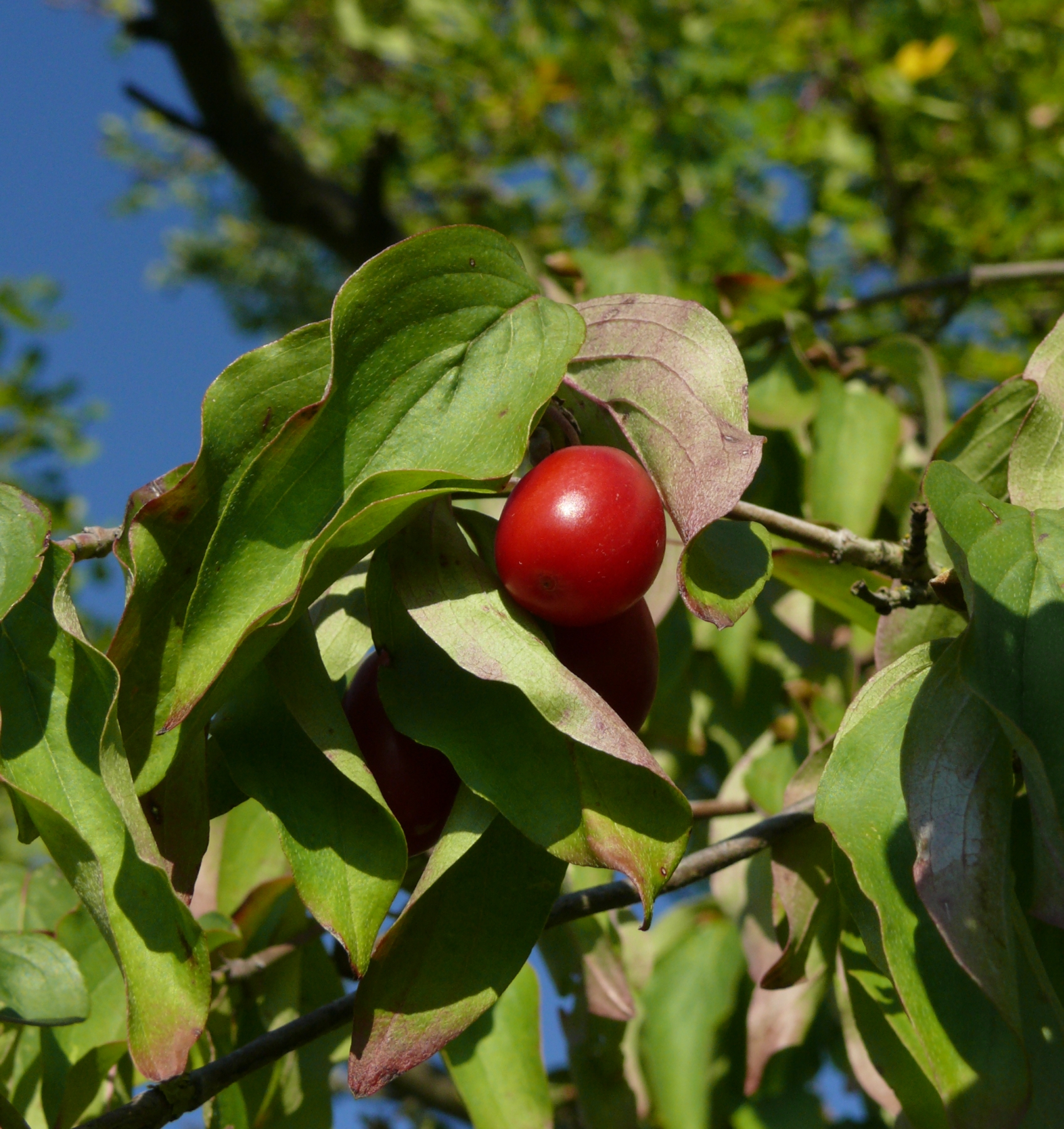
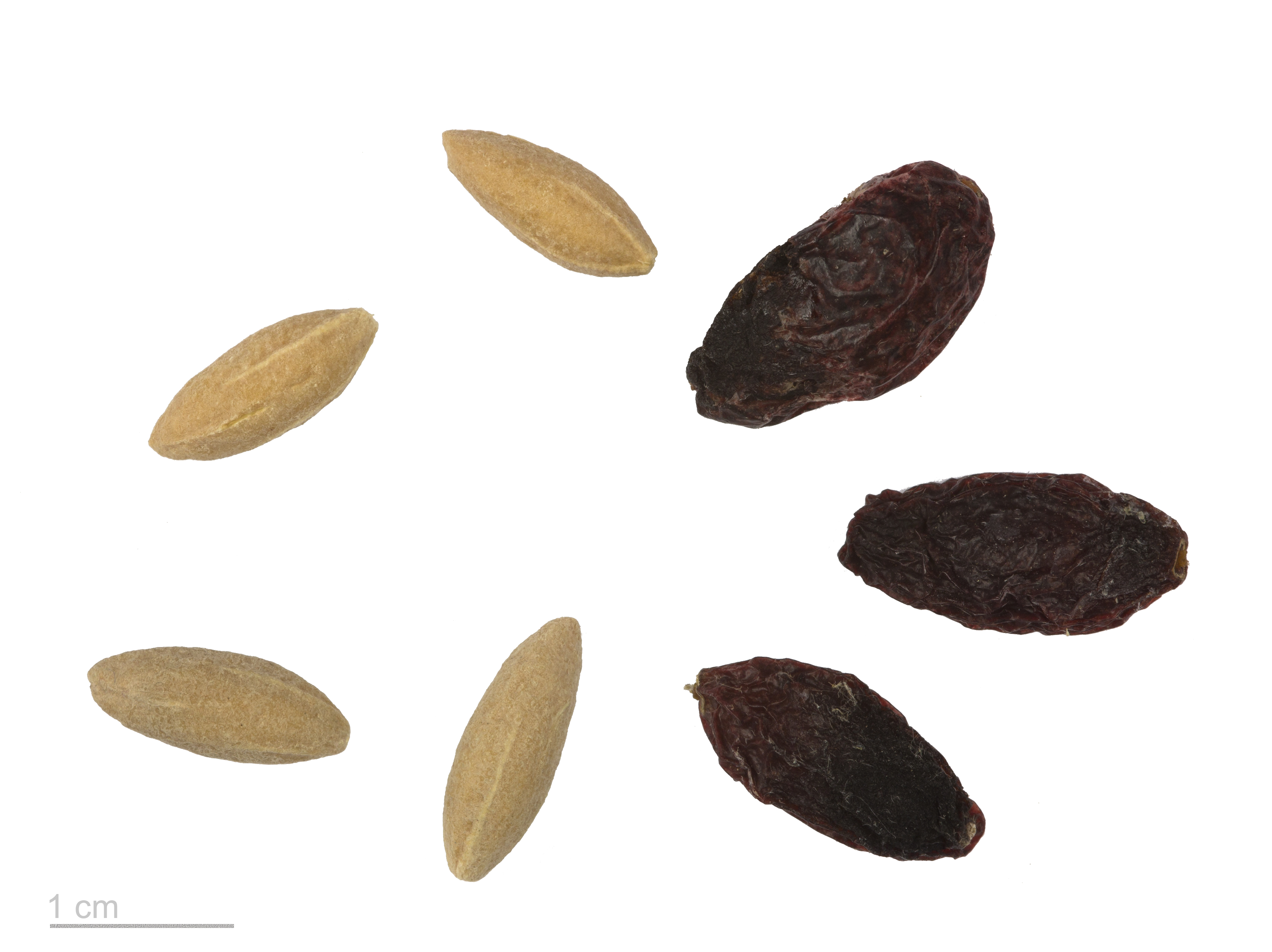
Cornus mas - Museum specimen

## Religione
Per i membri della comunità serbo-ortodossa questa pianta ha un valore sacro. Essi ne raccolgono i semi la vigilia di Natale (festeggiato secondo il calendario giuliano, cioè il 6 gennaio); la mattina, appena alzati, li consumano con un sorso di vino rosso, facendosi il segno della croce e augurandosi di stare in buona salute tutto l'anno. Il corniolo stesso è considerato simbolo di buona salute, infatti il detto popolare zdrav kao dren vuol dire letteralmente "sano come il corniolo".